# Southpaw Grammar
 (janvier 2022).
Si vous disposez d'ouvrages ou d'articles de référence ou si vous connaissez des sites web de qualité traitant du thème abordé ici, merci de compléter l'article en donnant les références utiles à sa vérifiabilité et en les liant à la section « Notes et références ».
Albums de Morrissey
Vauxhall and I
(1994) Maladjusted
(1997)
Singles
1. Dagenham Dave
Sortie : 21 août 1995
2. The Boy Racer
Sortie : 27 novembre 1995

Southpaw Grammar est un album de Morrissey sorti en août 1995. Après le succès de Vauxhall & I,  Morrissey n'effectue aucune tournée en 1994 à la suite d'un désaccord avec un promoteur de concerts. Début 1995, Morrissey part s'isoler avec son groupe dans le sud de la France à Miraval pour enregistrer les démos de Southpaw Grammar. Les chansons renouent avec l'urgence déployée sur l'album de 1992 Your Arsenal. Morrissey donne pour consigne à ses musiciens et au producteur Steve Lillywhite de produire un disque violent. L'album est enregistré en Angleterre juste après une tournée britannique d'une vingtaine de dates.

## Titre et pochette
La pochette est illustrée par une photo du boxeur gaucher Kenny Lane (en) (1932-2008) provenant d'un numéro de Ring Magazine datant de 1963.
Southpaw est également un terme de boxe (fausse patte en français) qui désigne un boxeur gaucher et Grammar fait allusion à grammar school.
Dans le livret de la réédition de 2009, (illustrée par une photo de Morrissey), Southpaw (en français : gaucher) est défini comme une fonction de l'hémisphère gauche du cerveau ("Southpaw is a function of the left brain").

## Promotion
En France, l'album est promu par une séance de dédicaces de Morrissey dans un disquaire parisien. Morrissey part ensuite en tournée anglaise en tant qu'invité de David Bowie sur son Outside Tour.

## Titres
La liste des titres de cet album est :
| No | Titre                                                                                             | Auteur                 | Durée |
| -- | ------------------------------------------------------------------------------------------------- | ---------------------- | ----- |
| 1. | The Teachers Are Afraid of the Pupils (avec un échantillon de la Symphonie nº 5 de Chostakovitch) | Morrissey, Boz Boorer  | 11:15 |
| 2. | Reader Meet Author                                                                                | Morrissey, Boorer      | 3:39  |
| 3. | The Boy Racer                                                                                     | Morrissey, Alain Whyte | 4:55  |
| 4. | The Operation                                                                                     | Morrissey, Whyte       | 6:52  |
| 5. | Dagenham Dave                                                                                     | Morrissey, Whyte       | 3:13  |
| 6. | Do Your Best and Don't Worry                                                                      | Morrissey, Whyte       | 4:05  |
| 7. | Best Friend on the Payroll                                                                        | Morrissey, Whyte       | 3:48  |
| 8. | Southpaw                                                                                          | Morrissey, Whyte       | 10:03 |